# Constantin Paulian
Constantin Paulian (n. 22 martie 1873, Craiova – d. 17 aprilie 1919, Doba) a fost unul dintre ofițerii superiori ai Armatei României din perioada Primului Război Mondial.
A îndeplinit funcții de comandant de regiment și brigadă și divizie în campaniile anilor 1916, 1917 și 1918.
A murit în comuna Doba, sat Buteni (actual Paulian) în județul Arad. A fost înhumat în municipiul Craiova, județul Dolj [conform Arhivelor Militare Nationale Române, fond 6450, crt. 393, f. 107].

## Biografie
Constantin Paulian s-a născut la Craiova, ca fiu al lui Ioan Paul și Vasilica Paulian. Tatăl său era un cunoscut profesor muzicolog, fondatorul în 1897 a societății corale Doina , prima de acest fel în România dinainte de Primul Război Mondial. A fost director al Liceului „Traian” din Drobeta Turnu Severin, între anii 1892 -1901. Pentru activitatea sa, a fost deportat de autoritățile germane de ocupație din timpul Primului Război Mondial, în lagăre din România și Bulgaria.
După absolvirea liceului a fost admis la Școala de Ofițeri de Artilerie și Geniu, din București, pe care o frecventează între 1892-1894, la absolvire primind gradul de sublocotenent, în arma artilerie. Urmează apoi timp de un an Școala Specială de Artilerie și Geniu.:p. 445 În anul 1903 este admis în Școala Superioară de Război, pe care o va absolvi în 1905. Face parte din promoția a 15-a a acestei instituții, fiind coleg de promoție cu viitorii generali  Ioan Ghinescu, Nicolae Mihăescu, Marcel Olteanu, Aristide Razu și Nicolae Condeescu.:p. 394
S-a căsătorit la data de 7 noiembrie 1910, cu Maria Zorileanu.

## Cariera militară

### Pe timp de pace
După absolvirea școlii militare de ofițeri cu gradul de sublocotenent, Constantin Paulian a ocupat diferite poziții de execuție în cadrul Regimentului 9 Artilerie și Regimentului 1 Artilerie. În anul 1909 trece în arma infanteriei, fiind numit comandant de batalion în Regimentul Gorj No. 18, iar la 1 aprilie 1916 a fost numit comandantul Batalionului 7 Vânători, cu garnizoana de pace la Galați.

### Primul Război Mondial
În perioada Primului Război Mondial a îndeplinit funcțiile de comandant al: Regimentului 7 Vânători, în perioada 1916-1918 și  Brigăzii 3 Vânători, în perioada 1918-1919 participând la ofensiva în Transilvania, operația de apărare a trecătorilor, bătălia de la Râmnicu Sărat și a treia bătălie de la Oituz.

### Operațiile militare postbelice
La începutul lunii aprilie 1919, colonelul Constantin Paulian era comandantul Brigăzii 3 Vânători, formată din Regimentul 2 Vânători și Regimentul 3 Vânători. Brigada făcea parte din organica Diviziei 2 Vânători, comandată de generalul Gheorghe Dabija. Divizia era dislocată în zona Petroșani-Deva, în dispozitivul de luptă al Grupului de Sud.:pp. 213-215
La declanșarea acțiunilor militare postbelice din Transilvania, la 15 aprilie 1919, Divizia 2 Vânători a primit misiunea generală de a înainta cu coloana principală pe valea Crișului Alb și cu o coloană secundară pe valea Crișului Negru, având ca prim obiectiv atingerea aliniamentului Beiuș-Sebiș-Radna. Brigada 3 Vânători, comandată de Constantin Paulian a fost desemnată să acționeze pe Valea Crișului Alb.:p. 214
În ziua de 16 aprilie, trupele brogăzii ocupă localitătile din zona Almaș și  Gurahonț. În dimineața zilei de 17 aprilie, brigada ocupă localitatea "Kokaro", căreia Paulian dispune să i se schimbe numele în Joia Mare, fiindcă în acea zi era celebrată sărbătoarea creștină Joia Mare. In aceeași zi, sunt ocupate localitățile Buteni, Govosdia și Berindia.:p. 47 Următorul obiectiv îl constituia ocuparea Sebișului. Pe timpul deplasării de la Buteni spre Bârsa unde Regimentul 2 Vânători, se regrupase după luptele grele soldate cu eliberaera Buteniului, colonelul Constantin Paulian este prins într-o ambuscadă organizată de un grup anarhist local, condus de un anume Vass din Sebis, fiind împușcat mortal la trecerea peste un pod.:p. 426
„Colonelul Paulian a căzut ca un erou, în fruntea brigăzii sale.”:p. 224
____ Comunicatul Marelui Cartier General

## Cinstirea memoriei
Moartea înaltului ofițer român a avut un puternic ecou în rândul populației românești din zonă, dar și a conducerii armatei, care, aflând vestea, îl avansează, post-mortem, la gradul de general. Recunoscători, locuitorii satului Govosdia au cerut imediat după desăvârșirea actului Unirii ca localitatea lor să poarte numele ofițerului care i-a eliberat.
Actul de recunoștință al celor care au cerut ca satul lor să poarte numele de Paulian a durat numai până în anul 1952, când factorii politico-administrativi au dispus schimbarea numelui localității respective în Livada, pe motiv că generalul a fost un reacționar care a luptat împotriva trupelor mișcării comuniste a lui Bela Kun. Această nedreptate a fost însă corectată după căderea comunismului. Drept urmare, prin Decretul 102/1996 publicat în Monitorul Oficial din 20 mai 1996, s-a aprobat revenirea la vechea denumire, cea de Paulian.
- În 1995 a fost acordat drapelul de luptă Batalionului 422 Cercetare "Colonel Constantin Paulian".[15]
- Duminică 14 aprilie 2019 în localitatea arădeană Joia Mare, din comuna Almaș, a avut loc sfințirea unei troițe ridicate în cinstea și veșnica pomenire a generalului de armată Constantin Paulian.[16]
- În localitatea Paulian, pe marginea drumului E671, în intersecția ce duce spre satul Ghilvaci, a fost construit monumentul colonelului Paulean Constantin.[17]

## Decorații
Pentru serviciul militar, ofițerul Constantin Paulian a fost decorat cu Medalia Jubiliară „Carol I” în anul 1906, cu medalia „Coroana României cl.V” în anul 1912, iar în anul 1918, a primit medalia „Semnul Onorific de Aur”.
- Ordinul „Coroana României”, în grad de ofițer (1912)[2]:p. 445